# Lijst van voetbalinterlands Nieuw-Caledonië - Papoea-Nieuw-Guinea
Deze lijst van voetbalinterlands geeft een overzicht van alle officiële voetbalwedstrijden tussen de nationale teams van Nieuw-Caledonië en Papoea-Nieuw-Guinea. De landen hebben tot op heden vier keer tegen elkaar gespeeld. De eerste ontmoeting vond plaats op 29 mei 2016 in Port Moresby, dat was een kwalificatiewedstrijd voor het Wereldkampioenschap voetbal 2018. De laatste ontmoeting, een kwalificatiewedstrijd voor het Wereldkampioenschap voetbal 2026, werd gespeeld op 10 oktober 2024 in Suva (Fiji).

## Wedstrijden
| № | Plaats       | Datum           | Competitie           | Wedstrijd                             | Uitslag |
| - | ------------ | --------------- | -------------------- | ------------------------------------- | ------- |
| 1 | Port Moresby | 29 mei 2016     | WK 2018 kwalificatie | Papoea-Nieuw-Guinea − Nieuw-Caledonië | 1 − 1   |
| 2 | Doha         | 21 maart 2022   | WK 2022 kwalificatie | Papoea-Nieuw-Guinea − Nieuw-Caledonië | 1 − 0   |
| 3 | Nouméa       | 11 oktober 2023 | Melanesië Cup 2023   | Papoea-Nieuw-Guinea − Nieuw-Caledonië | 1 − 3   |
| 4 | Suva         | 10 oktober 2024 | WK 2026 kwalificatie | Nieuw-Caledonië − Papoea-Nieuw-Guinea | 3 − 1   |

## Samenvatting
| Competitie      | Totaal gespeeld | Winst Nw.-Caledonië | Gelijk | Winst Pap.-Nw-Guin. | Doelsaldo Nw.-Caledonië – Pap.-Nw-Guin. |
| --------------- | --------------- | ------------------- | ------ | ------------------- | --------------------------------------- |
| WK-kwalificatie | 3               | 1                   | 1      | 1                   | 4 − 3                                   |
| Melanesië Cup   | 1               | 1                   | 0      | 0                   | 3 − 1                                   |
| Totaal          | 4               | 2                   | 1      | 1                   | 7 − 4                                   |

FCF · A-internationals ·
Nieuw-Caledonisch vrouwenelftal
2000 – 2009 ·
2010 – 2019 ·
2020 − 2029
Amerikaans-Samoa ·
Australië ·
Bulgarije ·
Cookeilanden ·
Estland ·
Fiji ·
Guadeloupe ·
Guam ·
Martinique ·
Mauritius ·
Nieuw-Zeeland ·
Papoea-Nieuw-Guinea ·
Salomonseilanden ·
Samoa ·
Tahiti ·
Tonga ·
Vanuatu ·
PNGFA · 
A-internationals · 
Vrouwenelftal van Papoea-Nieuw-Guinea
1969 – 1979 · 
1980 – 1989 · 
1990 – 1999 · 
2000 – 2009 · 
2010 – 2019 ·
2020 − 2029
Amerikaans-Samoa ·
Australië ·
Centraal-Afrikaanse Republiek ·
China ·
Cookeilanden ·
Fiji ·
Filipijnen ·
Indonesië ·
Iran ·
Liberia ·
Maleisië ·
Nieuw-Caledonië ·
Nieuw-Zeeland ·
Salomonseilanden ·
Samoa ·
Singapore ·
Sri Lanka ·
Tahiti ·
Thailand ·
Tonga ·
Vanuatu